# Gió lặng, trời xanh
Gió lặng, trời xanh (Nhật: 凱風快晴 (Khải Phong Khoái Tình) Hepburn: Gaifū kaisei), còn được biết với các tên khác như Gió đẹp, sáng sớm hoặc Phú Sĩ đỏ là một bản in gỗ được nghệ sĩ Nhật Bản Hokusai thực hiện trong khoảng từ 1830 đến 1832, thuộc bộ tác phẩm Ba mươi sáu cảnh núi Phú Sĩ. Nó thường được mô tả là "một trong những tác phẩm đơn giản nhất cũng như nổi bật nhất trong số các bản họa của Nhật Bản".

## Tác phẩm
Quang cảnh là một buổi sáng đầu thu, gió hướng Nam, bầu trời trong xanh và ánh mặt trời mọc phủ một màu đỏ rực lên núi Phú Sĩ. Hokusai tái hiện lại khoảnh khắc này tuy trừu tượng về bố cục nhưng mang tính đặc trưng của thiên nhiên, đặc biệt là khi so sánh với phần còn lại của bộ tác phẩm. Ba sắc thái xanh đậm của bầu trời phản chiếu ba màu của ngọn núi. Phần tuyết còn sót lại đỉnh và bóng đen bao trùm khu rừng phía chân núi, đều phù hợp với thời điểm sáng tác. Núi Phú Sĩ mọc lên sừng sững ở nửa bên phải bố cục, bao quanh bầu trời xanh là những đám mây trắng mỏng manh tạo nổi bật cho hình ảnh.

## Ấn tượng

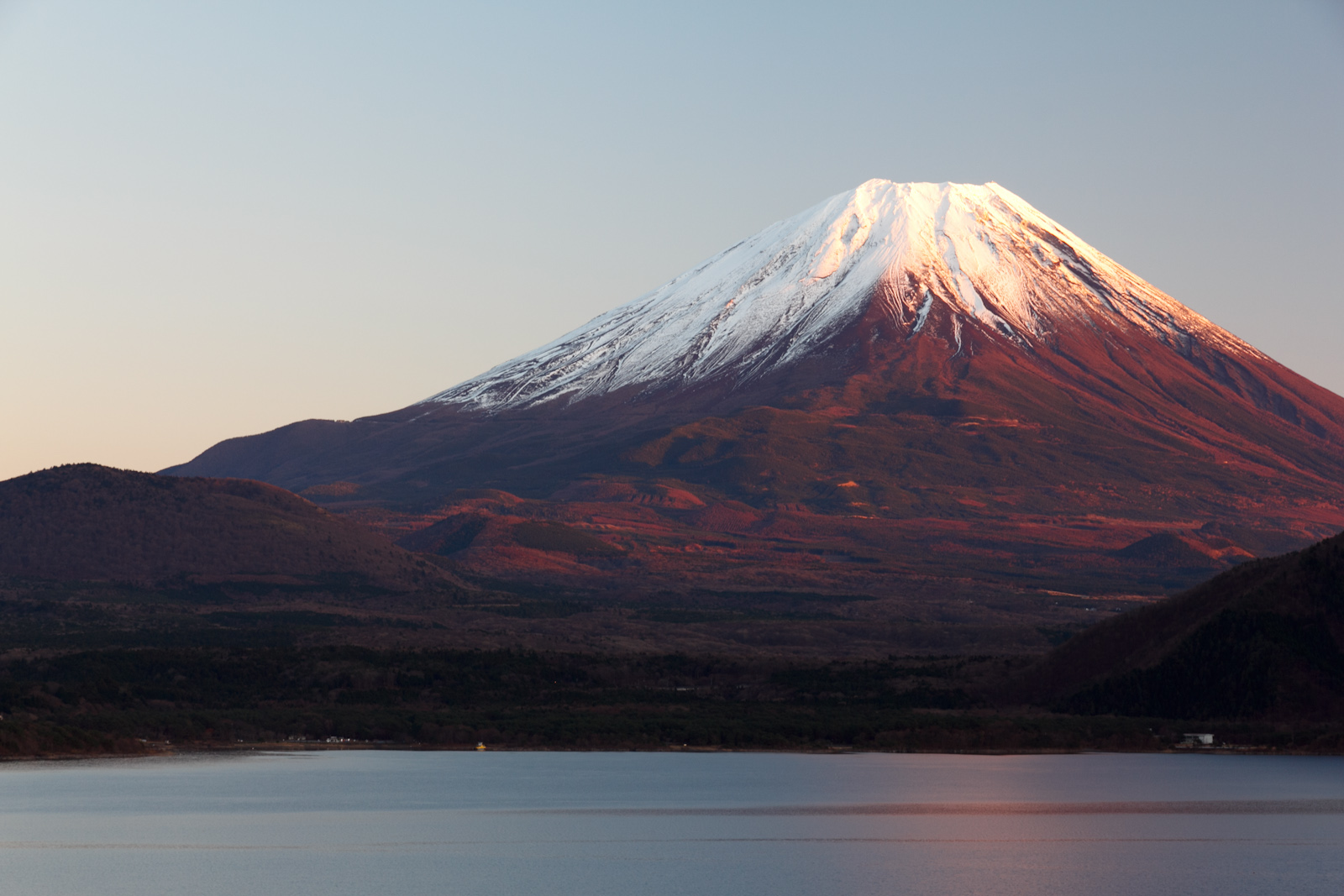
Hình ảnh của núi Phú Sĩ trở thành màu đỏ bởi mặt trời mọc

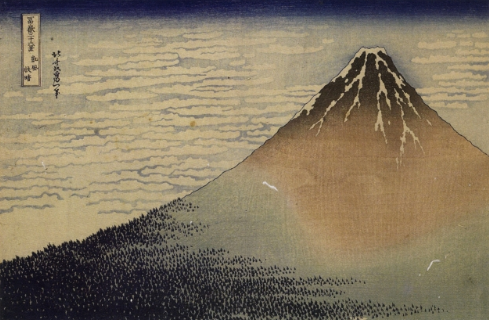
Phiên bản ban đầu (k. 1830).

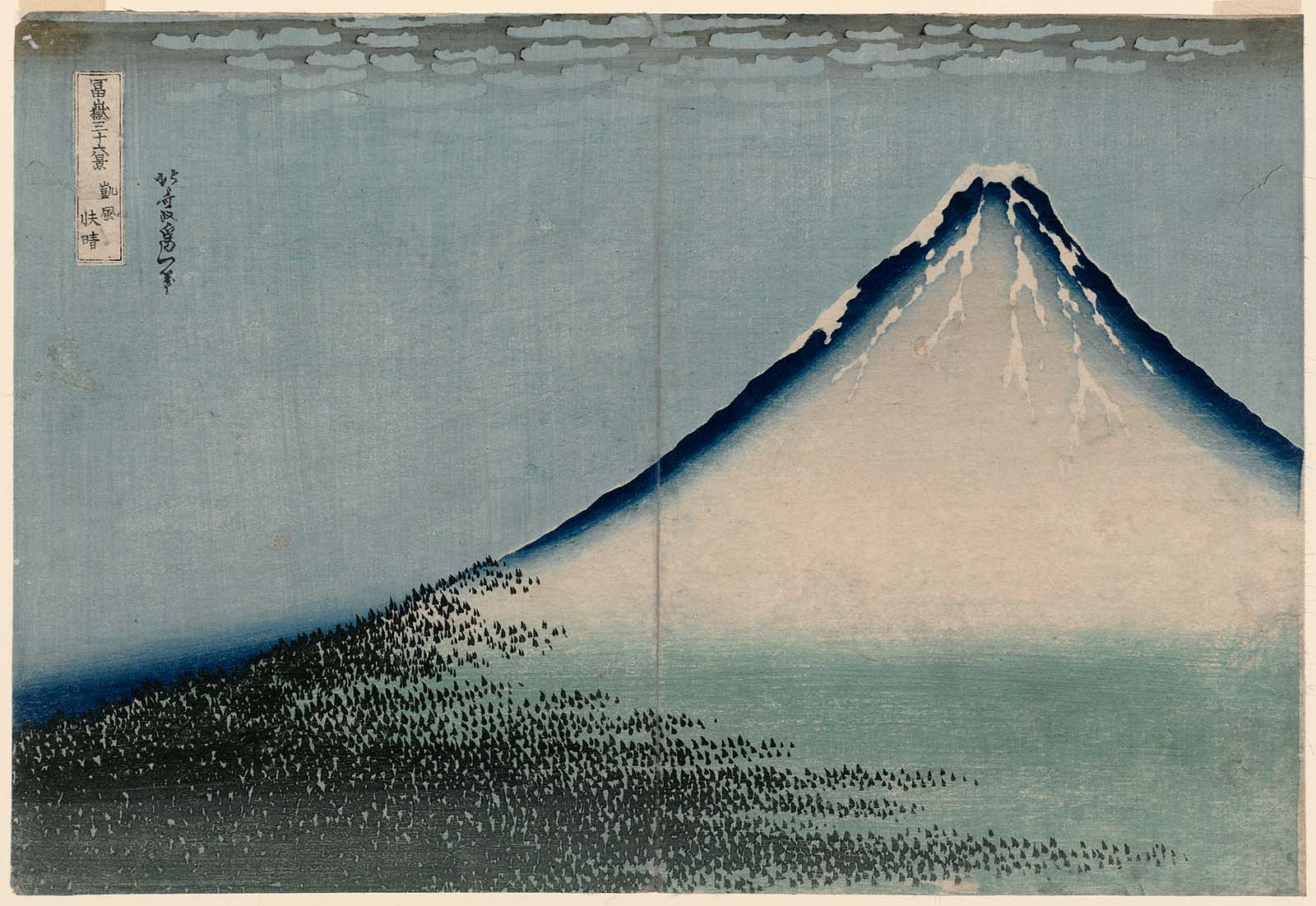
Một phiên bản khác (k. 1830).

Những phiên bản ban đầu có vẻ mờ nhạt hơn so với các hình ảnh thường thấy, nhưng chúng gần với quan niệm ban đầu của Hokusai. Các bản in gốc mang bầu trời xanh không đồng đều là có chủ ý, điều này làm tăng độ sáng của bầu trời và đồng thời tạo hiệu ứng chuyển động cho các đám mây. Đỉnh núi được đưa về phía trước với một vầng hào quang màu Phổ. Các bản in tiếp theo có tông màu xanh lam đều và đậm, máy in cũng được thêm một khối mới nhằm in đè lên những đám mây trắng tại phía chân trời bằng một lớp xanh nhạt. Các bản in sau này cũng thường sử dụng một sắc tố benigara (đỏ Bengal) đậm, khiến bức tranh còn có tên gọi là Phú Sĩ đỏ. Theo đó là màu xanh được lại, hạ thấp điểm giao giữa rừng và sườn núi.
Có một phiên bản từng được tạo ra với tông màu hoàn toàn khác biệt. Tại đó, các đám mây chỉ lơ lửng ở phần trên. Bầu trời chủ yếu được tái hiện bằng màu xanh lam nhạt cùng một dải xám mỏng ở trên cùng. Còn dải màu xanh Phổ được tô dọc theo đường chân trời, kéo dài theo dốc của ngọn núi.

## Bối cảnh
Gió lặng, trời xanh cùng với một bản họa khác trong loạt Ba mươi sáu cảnh núi Phú Sĩ nổi tiếng của Hokusai, Sóng lừng ngoài khơi Kanagawa, chúng có lẽ là cặp tác phẩm nghệ thuật Nhật Bản được biết đến rộng rãi nhất trên thế giới. Cả hai đều là những ví dụ tuyệt vời của dòng nghệ thuật Ukiyo-e Nhật Bản, "bức tranh về thế giới nổi". Ukiyo-e tái hiện lại bất cứ thứ gì trong cuộc sống, từ nơi thành thị tấp nập cho đến những dòng văn học cổ xưa. Trong các cuốn sổ tay cho thấy ông cũng có những sở thích riêng, chúng trải dài theo nhiều thể loại, trong số đó phải kể đến chủ đề phong cảnh, là yếu tố chính giúp ông gặt gái được nhiều thành công nhất. Cách mà màu sắc được phối hợp và cách điệu, đã truyền cảm hứng cho các họa sĩ trường phái Ấn tượng và Hậu ấn tượng tại Châu Âu trong nhiều thập kỷ sau đó.
Các bản họa có thể được tìm thấy trong một số bảo tàng trên toàn thế giới bao gồm Bảo tàng Anh, Bảo tàng Nghệ thuật Metropolitan, và Bảo tàng Nghệ thuật Indianapolis.
Vào tháng 3 năm 2019, Gió lặng, trời xanh đã được bán với giá 507.000 đô la trong một cuộc đấu giá ở New York.